# Schwarzach-Thalach-Taltrichter
Der Schwarzach-Thalach-Taltrichter, auch Gredinger Schwarzachtal, ist ein Naturraum (082.29) der Südlichen Frankenalb im Südwestdeutschen Stufenland.
Er ist Teil der Altmühlalb, eines Unterraums der Südlichen Frankenalb, die wiederum zur auch Frankenalb genannten Fränkischen Alb gehört. Er grenzt im Nordwesten an das Vorland der Südlichen Frankenalb, im engeren Sinne die Staufer Eisensandsteinberge (110.41), im Nordosten an das Vorland der Mittleren Frankenalb (111), genauer Freystädter Albvorland westlich der Schwarzach (111.00) und Schwarzachtal (111.01), im Osten an die Westliche Sulzplatte (082.30), im Süden kurz an die Beilngries-Dietfurter Tälerzone (82.37) und im Westen an die Anlauteralb. Bei der Westlichen Sulzplatte und der Anlauteralb handelt es sich um Hochflächen, die mehr als 100 m höher liegen als der Taltrichter. Mit den anderen genannten Gebieten bildet er ein Tal durch die Südliche Frankenalb, welches seit Jahrtausenden als Handelsstraße genutzt wird und zu einer frühen Besiedelung des Gebietes führte.
Die Schwarzach und die Thalach haben ein tiefes Tal in die Alb geschnitten. Die einzigen Erhebungen im Naturraum sind der Hofberg 553 m ü. NHN und der Auerberg 516 m ü. NHN. Der mit etwa 374 m ü. NHN tiefste Punkt des Naturraums an seiner Südseite liegt im Taleinschnitt an der Mündung der Anlauter in die Schwarzach und damit fast 240 Höhenmeter unter der höchsten Kuppe der Albhochfläche. Weil das Juragestein im Untergrund verkarstet ist, werden die angrenzenden Hochflächen großflächig unterirdisch über Klüfte entwässert und zeigen nur wenige Wasserläufe an der Oberfläche. Der Grundwasserspiegel und die Oberflächengewässer in ihren eingegrabenen Tälern liegen sehr tief. Daher war die Tälerzone bedeutend für deren Wasserversorgung.
Das Gebiet wird land- und forstwirtschaftlich genutzt. Beim Bau der Bundesautobahn 9 und der Schnellfahrstrecke Nürnberg–Ingolstadt wurde das Tal für die Trasse genutzt.
Das Gebiet gehört politisch größtenteils zur Stadt Greding und zum Markt Thalmässing. Ein kleiner Teil gehört zur Gemeinde Kinding. Größte Siedlung ist Greding. Weitere Siedlungen sind von Süden nach Norden: Mettendorf, Greding, Hausen, Petermühle, Günzenhofen, Wildbad, Großhöbing, Kleinhöbing, Göllersreuth, Hagenich, Aue, Kochsmühle, Untermässing, Kammühle, Obermässing und Hofberg.